# Two Man Sound
I Two Man Sound erano un trio di musicisti belgi attivo negli anni settanta noti per aver combinato il ritmo caratteristico della disco music con quelli tipicamente sudamericani del samba e della bossa nova; uno di essi, Sylvain Vanholme, era stato leader, chitarrista e cantante del gruppo rock sinfonico Wallace Collection, resi famosi anche in Italia dai singoli Fly Me to the Earth e Daydream. Tra le loro produzioni figurano Charlie Brown e Disco samba.

## Formazione
- Lou Deprijck
- Sylvain Vanholme
- Yvan Lacomblez (detto Pipou)

## Discografia
- 1972 - Rubo Negro (Pink Elephant) *ripubblicato nel 1973 come Vini Vini dopo l'uscita del singolo omonimo
- 1976 - Charlie Brown (WEA)
- 1977 - Oye Como Va (WEA)
- 1978 - Disco samba (Vogue)
- 1980 - Two Man Sound (Vogue)